# Receptor glukagonu sličnog peptida 2
Gen za receptor glukagonu sličnog peptida 2 (GLP-2) se nalazi na hromozomu 17.

## Literatura
- Burrin DG, Petersen Y, Stoll B, Sangild P (2001). „Glucagon-like peptide 2: a nutrient-responsive gut growth factor”. J. Nutr. 131 (3): 709—12. PMID 11238747.
- Munroe DG; Gupta AK; Kooshesh F;  . (1999). „Prototypic G protein-coupled receptor for the intestinotrophic factor glucagon-like peptide 2”. Proc. Natl. Acad. Sci. U.S.A. 96 (4): 1569—73. PMC 15520 . PMID 9990065. doi:10.1073/pnas.96.4.1569.
- Yusta B; Huang L; Munroe D;  . (2000). „Enteroendocrine localization of GLP-2 receptor expression in humans and rodents”. Gastroenterology. 119 (3): 744—55. PMID 10982769. doi:10.1053/gast.2000.16489.
- Thulesen J; Knudsen LB; Hartmann B;  . (2002). „The truncated metabolite GLP-2 (3-33) interacts with the GLP-2 receptor as a partial agonist”. Regul. Pept. 103 (1): 9—15. PMID 11738243. doi:10.1016/S0167-0115(01)00316-0.
- Strausberg RL; Feingold EA; Grouse LH;  . (2003). „Generation and initial analysis of more than 15,000 full-length human and mouse cDNA sequences”. Proc. Natl. Acad. Sci. U.S.A. 99 (26): 16899—903. PMC 139241 . PMID 12477932. doi:10.1073/pnas.242603899.
- Koehler JA, Yusta B, Drucker DJ (2005). „The HeLa cell glucagon-like peptide-2 receptor is coupled to regulation of apoptosis and ERK1/2 activation through divergent signaling pathways”. Mol. Endocrinol. 19 (2): 459—73. PMID 15471943. doi:10.1210/me.2004-0196.
- Ørskov C; Hartmann B; Poulsen SS;  . (2005). „GLP-2 stimulates colonic growth via KGF, released by subepithelial myofibroblasts with GLP-2 receptors”. Regul. Pept. 124 (1–3): 105—12. PMID 15544847. doi:10.1016/j.regpep.2004.07.009.
- Mahon MJ, Shimada M (2005). „Calmodulin interacts with the cytoplasmic tails of the parathyroid hormone 1 receptor and a sub-set of class b G-protein coupled receptors”. FEBS Lett. 579 (3): 803—7. PMID 15670850. doi:10.1016/j.febslet.2004.12.056.
- Estall JL, Koehler JA, Yusta B, Drucker DJ (2005). „The glucagon-like peptide-2 receptor C terminus modulates beta-arrestin-2 association but is dispensable for ligand-induced desensitization, endocytosis, and G-protein-dependent effector activation”. J. Biol. Chem. 280 (23): 22124—34. PMID 15817468. doi:10.1074/jbc.M500078200.
- Guan X; Karpen HE; Stephens J;  . (2006). „GLP-2 receptor localizes to enteric neurons and endocrine cells expressing vasoactive peptides and mediates increased blood flow”. Gastroenterology. 130 (1): 150—64. PMID 16401478. doi:10.1053/j.gastro.2005.11.005.
- Sams A, Hastrup S, Andersen M, Thim L (2006). „Naturally occurring glucagon-like peptide-2 (GLP-2) receptors in human intestinal cell lines”. Eur. J. Pharmacol. 532 (1–2): 18—23. PMID 16448646. doi:10.1016/j.ejphar.2005.12.001.

## Spoljašnje veze
- „Glucagon Receptor Family: GLP-2”. IUPHAR Database of Receptors and Ion Channels. International Union of Basic and Clinical Pharmacology. Архивирано из оригинала 16. 02. 2015. г.
- glucagon-like+peptide+receptor на 